# Gladiolus martleyi
Gladiolus martleyi är en irisväxtart som beskrevs av Harriet Margaret Louisa Bolus. Gladiolus martleyi ingår i släktet sabelliljor, och familjen irisväxter. Inga underarter finns listade i Catalogue of Life.